# Ulisse Manara
Ulisse Manara (Lugo, 1858 – Carpena, 1943) è stato un giurista italiano.

## Biografia
Si laureò nel 1881 alla Regia Università di Bologna con una tesi intitolata Concetto e genesi della rendita fondiaria, suoi correttivi e sua naturale elisione : tesi di laurea.
Docente all'università di Palermo e successivamente all'università di Genova, raggiunse la fama con il trattato Trattato teorico-pratico della società e delle associazioni commerciali (1905).
Fu relatore della tesi di Alfredo Rocco, sempre considerato il proprio maestro personale dall'autore del codice penale italiano. Manara fu un pioniere del diritto ferroviario, a coronamento un periodo in cui secondo il Serafini:
(Filippo Serafini, Arch. giur. 111 (1869), pag. 229 )